# 出津教会堂
出津教会堂（しつきょうかいどう）は、長崎県長崎市西出津町にあるキリスト教（カトリック教会）の教会堂（聖堂）である。国の重要文化財に指定されており、ユネスコの世界遺産（文化遺産）候補で2018年に登録審査が決まり、同年6月30日に登録が決まった「長崎と天草地方の潜伏キリシタン関連遺産」を構成する「外海の出津集落」に包括される教会である。正式名称はカトリック出津教会で、出津教会とも呼ばれている。

## 概要

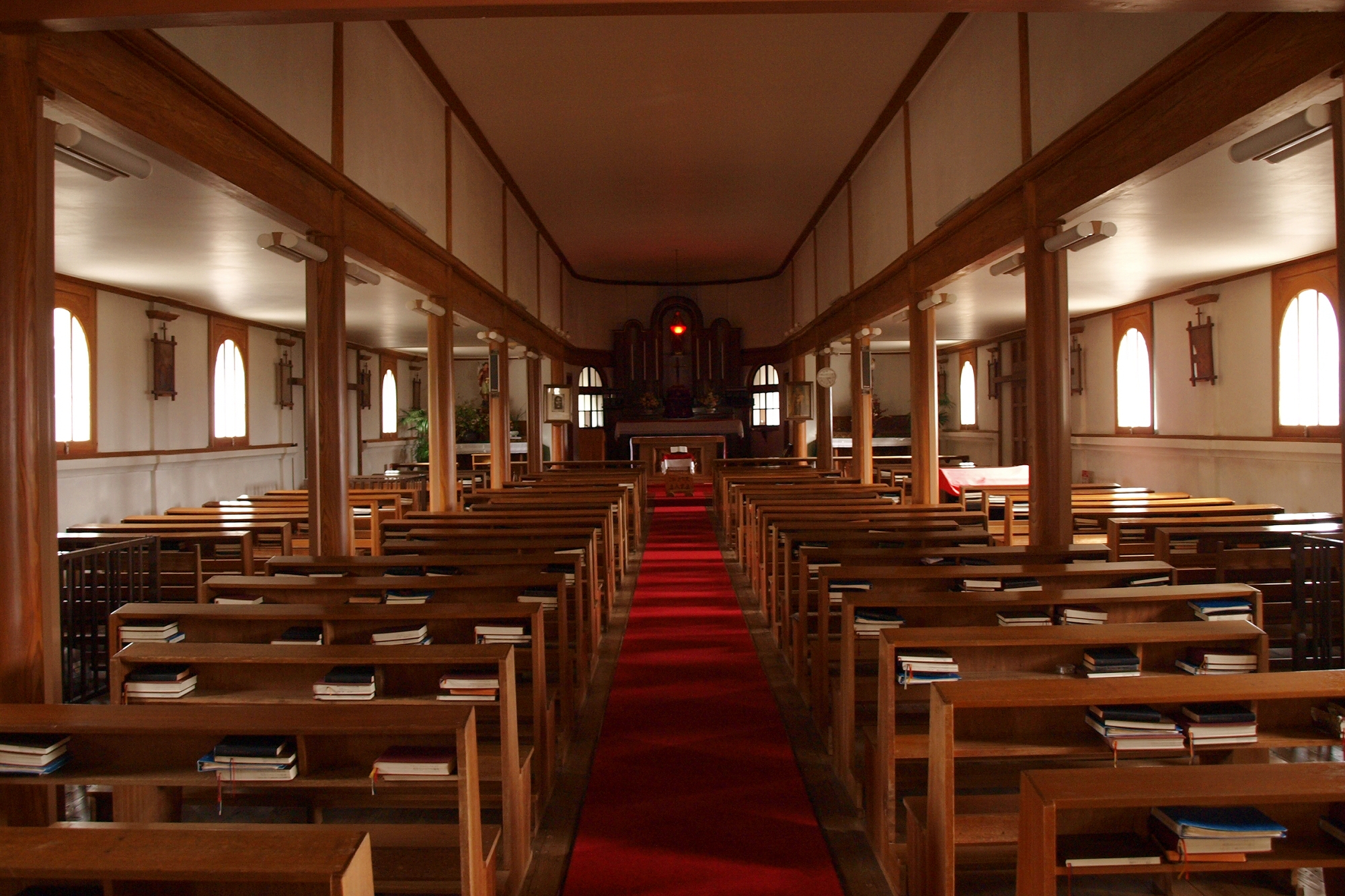
内部（身廊から主祭壇を見る）

1882年（明治15年）、出津地区において主任司祭を務めていたマルク・マリー・ド・ロ神父の設計により建設された。その後信徒数の増加等により2度の増築（いずれもド・ロ神父の設計による）を経て1909年（明治42年）にほぼ現在の姿が完成した。
教会堂は角力灘（五島灘）に面する風の強い当地の気象に対応して、レンガ造瓦葺き平屋建て（外壁は白漆喰を使用）の低い屋根を持つ建物となっている。
尾根上を整地した敷地に、ほぼ西を正面として建つ。桁行（奥行）36.3メートル、梁間（間口）10.9メートル、長方形平面の三廊式教会堂で、屋根は切妻造平入り、桟瓦葺きとする。煉瓦造であるが、外壁や内部天井は漆喰塗仕上げとする。西側正面入口は中央に大アーチ、両脇に小アーチの開口部を設け、要所に安山岩の切石を貼る。正面入口屋根上には身廊と同じ幅の、方形平面の鐘楼が立ち上がり、反対側の東面屋根上にも小塔がある。鐘楼の頂上には聖母マリア像、小塔の頂上には十字架をそれぞれ飾る。側面には切妻屋根の入口が各2か所突出する。
1972年（昭和47年）2月4日、長崎県の有形文化財に指定。1996年（平成8年）から翌年11月にかけて約1億6000万円（約1億円を信徒の献金、残りを県及び外海町の助成金で賄った）を投じ大規模な修復が行われた。
2007年（平成19年）1月、「長崎の教会群とキリスト教関連遺産」の一つとして世界遺産暫定リストに追加掲載が決まった。
2011年（平成23年）11月29日、国の重要文化財に指定された。教会堂とともに土地2187.0平方メートルも重要文化財に指定され、石造擁壁が附（つけたり）指定となっている。
2014年（平成26年）10月から、拝観には事前予約が必要となった。
2016年（平成28年）2月、世界遺産としては「禁教期に焦点を絞るべき」との指摘をうけ推薦が一旦取り下げられ、7月に再推薦が決まったが禁教期を象徴する「外海の出津集落」に包括する扱いとなった。
2018年（平成30年）6月30日、長崎と天草地方の潜伏キリシタン関連遺産として世界遺産登録が決定。

## 所在地
- 〒851-2322　長崎県長崎市西出津町2633

### アクセス
- さいかい交通[6]、「出津」または「出津文化村」バス停下車、徒歩7分。
- 長崎市中心部から車で約45分。